# La canción de Väinö
La canción de Väinö (en finés: Väinön virsi, Op. 110, es una cantata para coro mixto y orquesta del compositor finlandés Jean Sibelius. Fue compuesta en 1926 y sus textos provienen del poema épico Kalevala. Su estreno tuvo lugar en el festival de Sortavala el 26 de junio de 1926 bajo la dirección de Robert Kajanus. Es una de sus últimas composiciones. Väinö o Väinämöinen es un druida sabio y recto.

## Historia
En el verano de 1926, Jean Sibelius compuso dos obras inspiradas en Kalevala: Tapiola y La canción de Väinö. Tapiola lleva la unidad y concentración temática al extremo, mientras que Väinön virsi es más diversa pero mantiene un carácter ceremonial. La canción de Väinö fue estrenada en Sortavala a finales de junio, y nunca ha formado parte del repertorio habitual. Tras un largo periodo sin escribir, Sibelius maldijo las «obras encargadas» y admitió que estaba bebiendo whisky. Se refirió al himno posteriormente en su carta a Wäinö Sola en 1928: «Las composiciones que he compuesto recientemente para las festividades —la marcha para la ceremonia de graduación, el Himno de la Tierra y la Canción de Väinö— no se han interpretado desde entonces, ni he encontrado un editor para ellas».
En 1927 Sibelius quedó libre de deudas y estaba comenzando a acumular una notable fortuna. Ya no necesitaba escribir cantatas para comisiones patrióticas. Pero tristemente, después de esta fecha no compuso ninguna otra obra de orquesta que considerara lo suficientemente buena. Sin embargo, en sí mismo,  La canción de Väinö proporciona una conclusión hermosa a las obras de Sibelius con un motivo de Kalevala: él había hecho su avance con Kullervo y el viaje en barco de Väinämöinen. Una vez más acudió a los textos de Kalevala y «el justo y viejo Väinämöinen». El runo 43 trata sobre el druida Väinämöinen, que reconstruyó el Sampo, una especie de molino mágico maravilloso que producía grano, sal y oro; y rezó al dios Jumala para pedirle protección y su bendición. En la canción de Väinö hay una oración para que la gente «viva siempre bien y muera honorablemente en la dulce tierra de Finlandia, en la hermosa tierra de Karelia».